# Алитерација
Алитерација (према лат. alliteratio, што је настало од ad – к и littera – слово) представља понављање неких сугласника или сугласничких група у реченицама или стиховима. Јавља се у старијим епохама. Има функцију у ритмичкој организацији стиха и прозе. Јавља се и у народној и у уметничкој књижевности. Чешће се јавља у стиху, изрекама, пословицама него у прози.
Алитерација је најзначајнија у акцентованим слоговима на почетку речи. Због овога је алитерација битан фактор у ритмичкој организацији стиха и најизражајнија је у акцентованим слоговима на почетку стиха (постоји посебна врста алитеративног стиха у германској поезији).

## Примери
- Владислав Петковић Дис, Можда спава
Песму једну у сну што сам сву ноћ слушао
- Сима Пандуровић, Родна груда
Своје сунце, своје сенке од облака,
Јер свака, најзад, има душу своју 
Све се више воли, што се већма стари
- Јован Јовановић Змај, Ђулићи XXXIX
Накићени твоји свати,
Тебе кити твоја мати
А шта ће ти вољно дати
- Ђура Јакшић, На Липару, Вече
С белом булом,
за зумбулом,
Шарен - рајем,
Рајским мајем,
Цвећем, миром
Са лептиром,
Летимо ти ми,
Срца топити 
- Ћију-ћи !